# Bộ Ngoại giao (Lào)
Bộ Ngoại giao Lào (tiếng Lào: ກະຊວງການຕ່າງປະເທດ ລາວ, Kasuang kantang Pathed Lao) là bộ của chính phủ chịu trách nhiệm đại diện cho Lào trong cộng đồng quốc tế. Bộ giám sát các mối quan hệ đối ngoại của Lào, duy trì các cơ quan đại diện ngoại giao ở các nước khác và cung cấp dịch vụ thị thực.
Vào năm 2016, Bộ trưởng Bộ Ngoại giao là Saleumxay Kommasith. Các văn phòng chính của Bộ đặt tại Viêng Chăn.

## Cơ quan
Các Vụ trực thuộc Bộ này bao gồm:
1. Văn phòng Bộ Ngoại giao
2. Vụ Tổ chức cán bộ
3. Vụ ASEAN
4. Vụ Châu Á - Thái Bình Dương và Châu Phi
5. Vụ Châu Âu và Châu Mỹ
6. Vụ Thông tin
7. Vụ các tổ chức quốc tế
8. Vụ kinh tế
9. Vụ Công ước và Luật
10. Vụ Lễ tân ngoại giao
11. Văn phòng Ủy ban Biên giới Quốc gia
12. Vụ Kiều bào Lào
13. Vụ Tài chính
14. Vụ Thanh tra
15. Học viện Ngoại giao
16. Cục Đối ngoại
17. Cục Lãnh sự

## Hệ thống e-Visa

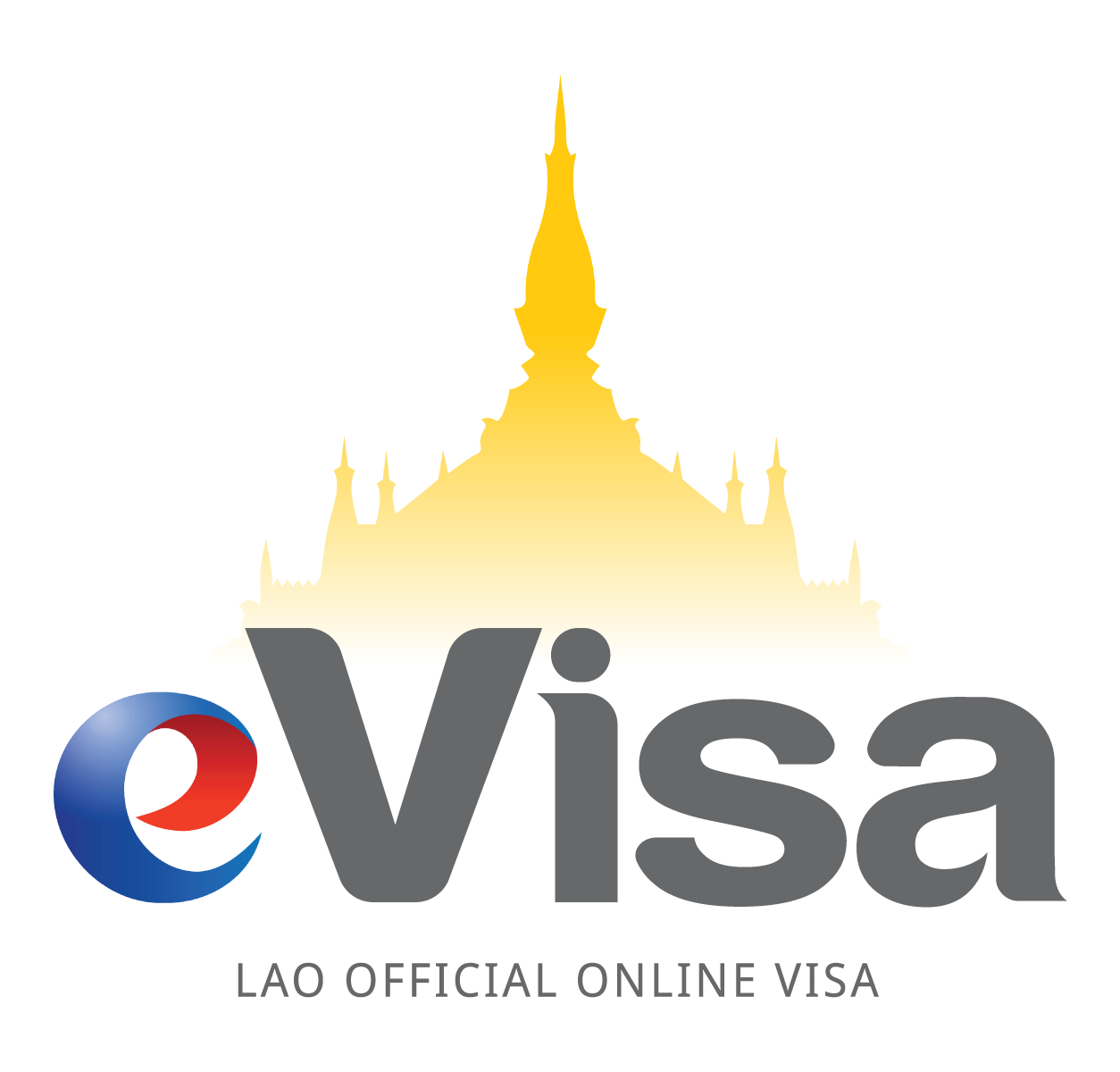
Logo của [https://laoevisa.gov.la Lao e-Visa

Kể từ tháng 7 năm 2019, một hệ thống e-Visa đã được Bộ Ngoại giao Lào triển khai, cho phép du khách nộp đơn xin thị thực du lịch Lào trực tuyến. Thay vì nộp đơn thông qua Đại sứ quán Lào, tất cả những gì cần làm là hoàn thành đơn đăng ký trực tuyến và thanh toán bằng thẻ tín dụng. Visa sau khi nhận được qua email nên in ra và mang theo khi đi du lịch Lào. Khách du lịch có thể đăng ký thị thực trực tuyến đến Lào tại trang web chính thức.

## Danh sách Bộ trưởng Bộ Ngoại giao
Đây là danh sách các Bộ trưởng Bộ Ngoại giao Lào:
| Stt.                       | Tên (Sinh–Mất)                       | Chân dung                  | Nhiệm kỳ                   |
| Vương quốc Lào (1947–1975) | Vương quốc Lào (1947–1975)           | Vương quốc Lào (1947–1975) | Vương quốc Lào (1947–1975) |
| -------------------------- | ------------------------------------ | -------------------------- | -------------------------- |
| 1                          | Hoàng tử Boun Oum (1912–1980)        |                            | 1948–1950                  |
| 2                          | Phoui Sananikone(1903–1983)          |                            | 1950–1951                  |
| 3                          | Nhouy Abhay(1909–1963)               |                            | 1951–1954                  |
| (2)                        | Phoui Sananikone(1903–1983)          |                            | 1954–1956                  |
| 4                          | Hoàng tử Souvanna Phouma (1901–1984) |                            | 1956–1957                  |
| (2)                        | Phoui Sananikone(1903–1983)          |                            | 1957–1958                  |
| 5                          | Khamphan Panya(1917–1994)            |                            | 1958–1959                  |
| (2)                        | Phoui Sananikone(1903–1983)          |                            | 1959                       |
| (5)                        | Khamphan Panya(1917–1994)            |                            | 1960                       |
| (4)                        | Hoàng tử Souvanna Phouma (1901–1984) |                            | 1960                       |
| (1)                        | Hoàng tử Boun Oum (1912–1980)        |                            | 1960–1962                  |
| 6                          | Quinim Pholsena(1915–1963)           |                            | 1962–1963                  |
| (4)                        | Hoàng tử Souvanna Phouma (1901–1984) |                            | 1963–1964                  |
| 7                          | Pheng Phongsavan(1910–1979)          |                            | 1964–1965                  |
| (4)                        | Hoàng tử Souvanna Phouma (1901–1984) |                            | 1965–1974                  |
| 8                          | Phoumi Vongvichit(1909–1994)         |                            | 1974–1975                  |
| CHDCND Lào (1975–nay)      |                                      |                            |                            |
| 9                          | Phoune Sipraseuth(1920–1994)         |                            | 1975–1993                  |
| 10                         | Somsavat Lengsavad(b. 1945)          |                            | 1993–2006                  |
| 11                         | Thongloun Sisoulith(b. 1945)         |                            | 2006–2016                  |
| 12                         | Saleumxay Kommasith(b. 1968)         |                            | 2016–nay                   |